# La Capilla (Guanajuato)
La Capilla es una localidad del estado mexicano de Guanajuato. Es parte del municipio de Salamanca.

## Demografía
| Gráfica de evolución demográfica |
|                                  |

| Censo | Población |
| ----- | --------- |
| 1900  | 445       |
| 1910  | 471       |
| 1921  | 382       |
| 1930  | 400       |
| 1940  | 580       |
| 1950  | 492       |
| 1960  | 867       |
| 1970  | 1 117     |
| 1980  | 778       |
| 1990  | 1 631     |
| 2000  | 1 761     |
| 2010  | 1 541     |
| 2020  | 1 570     |